# Янцзы
Янцзы́ (кит. трад. 長江, упр. 长江, пиньинь Cháng Jiāng, палл. Чанцзян listenо файле — «Длинная река»; в нижнем течении исторически также кит. трад. 揚子江, упр. 扬子江, пиньинь Yángzǐ Jiāng, палл. Янцзыцзян Listenо файле; устар. передача Ян-цзы-цзян, Янтсекианг) — самая длинная и многоводная река Евразии, третья в мире по полноводности и четвёртая в мире по длине. Протекает по территории Китая, имеет длину около 6300 км (также это самая длинная в мире река, протекающая по территории одного государства), площадь бассейна — 1 808 500 км². Впадает в Восточно-Китайское море.
Бассейн Янцзы покрывает примерно пятую часть территории Китая, там проживает около трети всех жителей страны. Наряду с Хуанхэ, Янцзы является важнейшей рекой в истории, культуре и экономике Китая. Процветающий регион Дельта Янцзы производит до 20 % ВВП Китая. ГЭС «Три ущелья» на реке Янцзы является крупнейшей гидроэлектростанцией в мире. Река является важной физической и культурной разделительной линией между Севером и Югом Китая.
Река Янцзы протекает через большое количество экосистем и сама является средой обитания нескольких эндемичных и исчезающих видов, включая китайских речных дельфинов (возможно, уже вымерших), китайских аллигаторов и корейских осетров. Некоторые участки реки в настоящее время охраняются как заповедники. Участок Янцзы на западе провинции Юньнань, где река течёт через глубокие ущелья, является частью национального парка «Три параллельные реки», входящего в список Всемирного наследия ЮНЕСКО.
В реке Янцзы водятся два вымирающих вида: китайский аллигатор и китайский веслонос (в 2020 году признан вымершим). Дельта Янцзы — единственное место обитания аллигаторов за пределами США.
Жители Китая уважительно называют Янцзы «мать-рекой» (кит. упр. 母亲河, пиньинь mǔqīnhé). В китайский язык также вошло выражение «задняя волна Янцзы подталкивает переднюю волну» (кит. упр. 长江后浪推前浪, пиньинь Cháng Jiāng hòulàng tuī qiánlàng), образно обозначающее постоянные изменения человека или объекта, когда старое сменяется новым.

## Этимология
Стандартное современное название реки Янцзы в самом Китае — «Чанцзян» (长江), то есть буквально «Длинная река». В древности она (или, во времена «Ши цзин», её среднее течение) называлась просто «Цзян» (江); в наше время слово «цзян» (江) просто значит «река», употребляясь как составная часть названий многих крупных рек (напр., «Хэйлунцзян» — «Река чёрного дракона», китайское название реки Амур).
Распространённое в европейских языках, включая русский, название «Янцзы» (в разных языковых формах, напр. англ. Yangtze), появилось в европейской литературе уже в книге Маттео Риччи, и происходит из старинного названия (Янцзы(цзян), 扬子(江)), использовавшегося в низовьях реки. В самом Китае сейчас его можно встретить в основном в «художественном» контексте, напр. в названиях компаний в городе Янчжоу, или в названии нанкинской газеты «Янцзы Ваньбао» (вечерняя Янцзы).
Для верхнего течения реки по сей день существуют специальные названия. Так, в Сычуани и Юньнани, выше слияния с Миньцзяном (у города Ибинь) река известна как Цзиньшацзян (金沙江), то есть «река золотого песка»; выше, в провинции Цинхай как Тунтяньхэ (通天河), букв. «река, проходящая через небо»； а самые верховья, в горах Тангла на юго-западе Цинхая, как Тотохэ либо Улан-Мурэн (оба названия — монгольского происхождения, означают «красная река»). По-тибетски Тунтяньхэ зовется Джи-Чу (Drichu; Ды-чу, у Пржевальского).
Источники XIX века часто использовали для Тотохэ название Мур-Усу (Murus). Для всей реки Янцзы, несмотря на мутность её воды, в европейской литературе того времени нередко употреблялось название Голубая река (лат. Flumen Caeruleum), возможно в противопоставление Жёлтой реке.
(Другие авторы, впрочем, использовали название Blue River лишь для сычуаньского притока Янцзы, реки Миньцзян, на основании использовавшегося в этом регионе неофициального названия Циншуй 清水 — «Прозрачная вода»).

## География

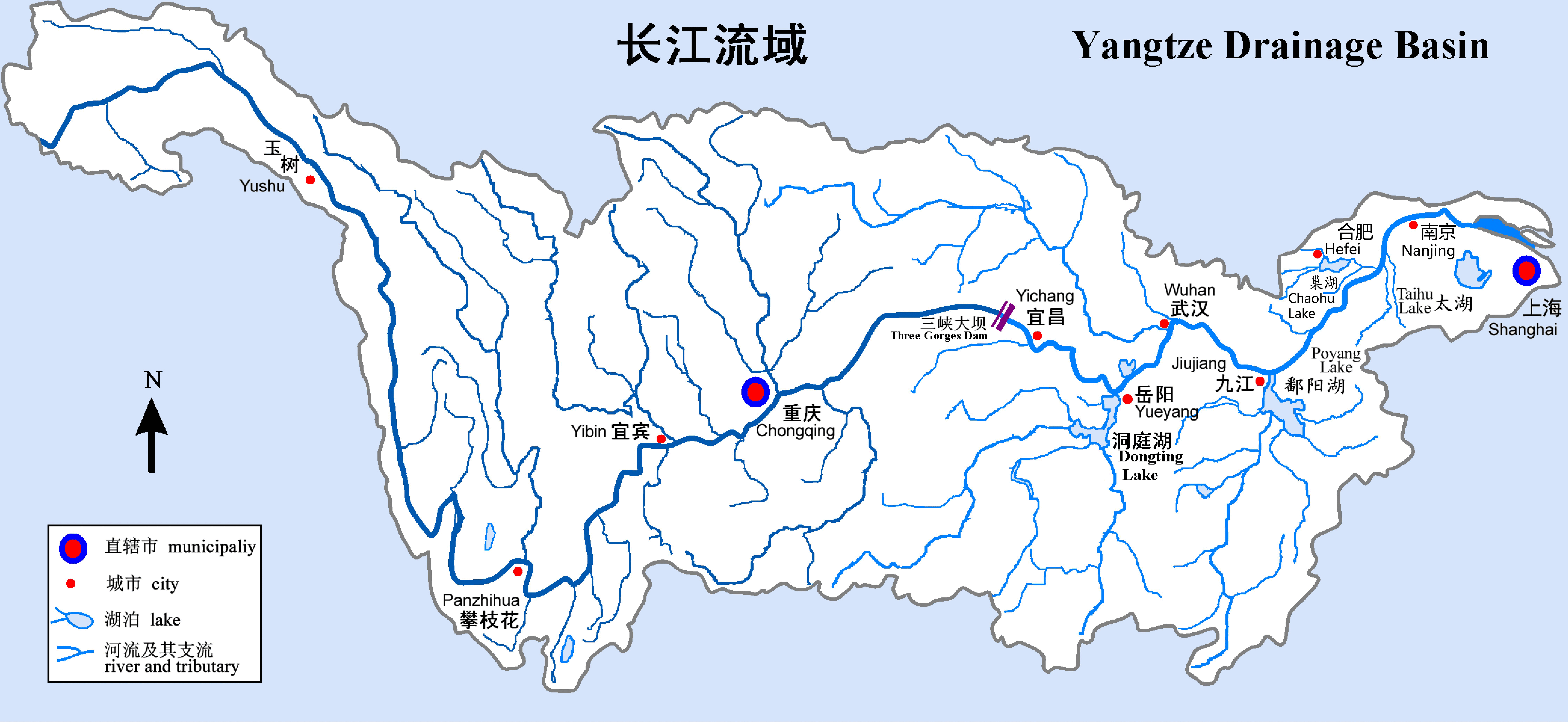
Бассейн реки Янцзы

Исток Янцзы расположен к западу от горы Геладандун Тангла, в восточной части Тибетского нагорья на высоте около 5600 м над уровнем моря. Река, в своём верхнем течении известная как Цзиньшацзян, протекает через южные области провинции Цинхай, а затем поворачивает к югу и по глубокой долине, достигает провинции Юньнань. В этой долине, расположенной в Сино-Тибетских горах, происходит основной сброс высоты — с 5 тыс. до 1 тыс. м. Здесь река несколько раз меняет направление и образует глубокие ущелья, такие как Ущелье Прыгающего Тигра.
Навигация речных судов начинается от городского уезда Шуйфу провинции Юньнань. Ближе к городскому округу Ибинь, который расположен на входе реки в Сычуаньскую впадину, река опускается до высоты 305 м, а возле города Чунцин высота реки относительно моря составляет 192 м. Протекая через Сычуаньскую котловину, Янцзы сливается с крупными притоками Миньцзян и Цзялинцзян, которые существенно увеличивают её объём. На 320-километровом участке от Чунцина до Ичана Янцзы сбрасывает высоту до 40 м, протекая по глубоким ущельям, которые известны своей красотой и сложностью навигации. Пробиваясь далее через горы Ушань, река служит естественной границей между провинциями Чунцин и Хубэй и образует знаменитые «Три ущелья» («Санься»). В этом районе построено крупнейшее в мире гидроэнергетическое сооружение «Санься».

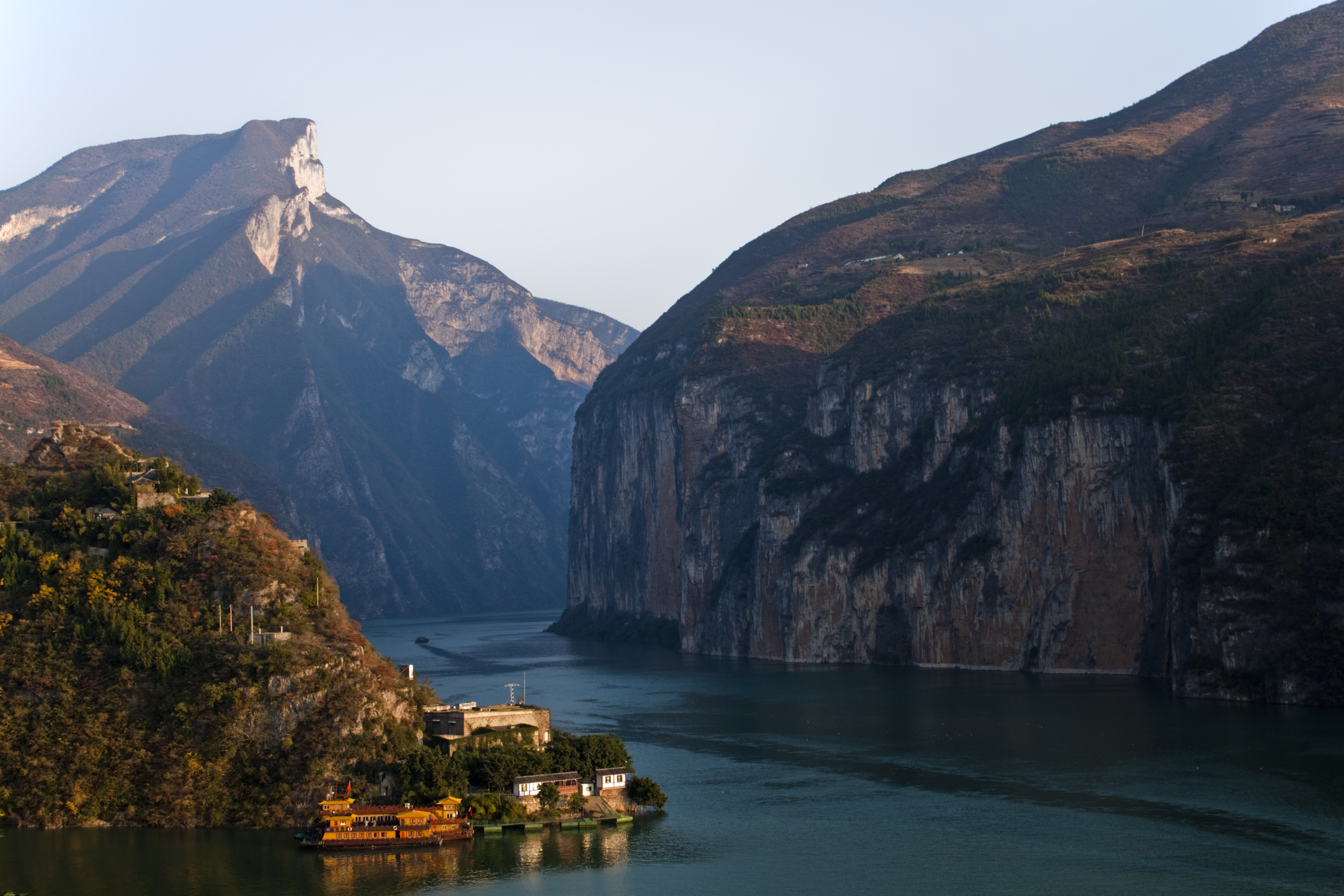
Янцзы в среднем течении

Миновав каньон «Три ущелья», Янцзы выходит на Цзянханьскую равнину центрального и восточного Хубэя. Здесь она пополняется водами многочисленных озёр, самое крупное из которых — Дунтинху на границе провинций Хунань и Хубэй. В столице Хубэя, городе Ухань, Янцзы сливается со своим крупнейшим притоком — рекой Ханьшуй.
В северной части провинции Цзянси Янцзы принимает воды крупнейшего в Китае пресноводного озера Поянху. Затем река протекает через провинции Аньхой и Цзянсу и, наконец, впадает в Восточно-Китайское море около Шанхая. Нижнее течение Янцзы проходит через южную часть Великой Китайской равнины, где река часто делится на рукава, при этом ширина основного русла достигает 2 и более км. Глубина здесь составляет 30—40 м.
При впадении в Восточно-Китайское море, река формирует масштабную дельту площадью около 11 тысяч км² и длиной около 100 км. Высота приливов в дельте достигает 4,5 м, приливные колебания во времена снижения водостока достигают гидрологического поста Датун.
Четыре из пяти крупнейших пресноводных озёр Китая имеют сток в Янцзы.

## Описание

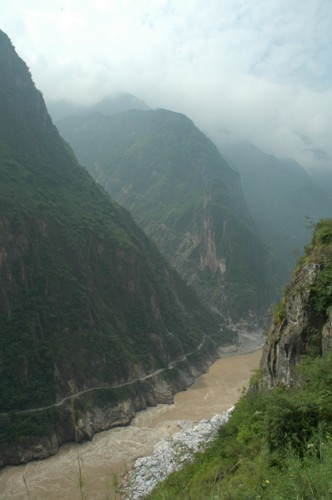
Ущелье Прыгающего Тигра в верховьях Янцзы

Средний расход воды около устья равен 34 тыс. м³ в секунду, годовой сток оценивается в 1070 км³ (4-е место в мире). Твёрдый сток Янцзы превышает 280 млн т в год, что приводит к быстрому росту дельты — в среднем на 1 км за 35-40 лет. Большим количеством примесей также объясняется жёлтый цвет вод реки.
Режим реки муссонный, раньше в летнее время уровень воды в Сычуаньской котловине поднимался на 20 м, а на равнинных частях — до 10-15 м. Морские приливы распространяются по реке на 700 км от устья (до города Цзюцзян). Для защиты от неоднократных в прошлом опустошительных наводнений создана система дамб общей протяжённостью более 2,7 тыс. км. В определённой степени силу наводнений уменьшают озера Поянху и Дунтинху, принимающие огромные объёмы паводковых вод Янцзы. Сильные наводнения были в 1870, 1896, 1931, 1949, 1954, 1998, 2010 и 2016 годах.
Воды реки широко используются для орошения рисовых полей, особенно на территории Сычуаньской котловины и в нижнем течении.
Янцзы является главной водной магистралью Китая. Судоходный участок начинается от подножья Сино-Тибетских гор и продолжается 2850 км до Восточно-Китайского моря. Морские суда водоизмещением до 10 тысяч тонн могут подниматься до города Уханя. Суммарная длина водных путей бассейна Янцзы превышает 17 тысяч км. Река является одним из наиболее загруженных водных путей мира. Объём грузовых перевозок в 2005 году достиг 795 млн тонн.
Вдоль побережья Китая расположен Великий канал, соединяющий Янцзы с Хуанхэ. Кроме того, начиная с 2002 года Китай начал реализовывать проект по переброске вод с юга на север из бассейна Янцзы в Хуанхэ.

### Среднегодовой сток
Сток реки измерялся в течение 64 лет (1923—1986) в городе Датун, расположенном примерно в 511 км от её устья в Восточно-Китайском море.
В Датуне среднегодовой сток, наблюдавшийся за этот период, составил 28 811 м³/с, при водоразделе 1 712 673 км². Эта область составляет более 95 % от общей площади водосбора реки, и сток в этом месте лишь немного отличается от конечного в устье. Больше половины среднегодового стока приходилось на период с июня по сентябрь. Среднегодовой годовой объём стока в XX веке, в Большой российской энциклопедии оценивается в 900 км³, а сток взвешенных наносов в 350—500 млн тонн в год.
Среднее количество осадков в бассейне реки таким образом достигает 531 миллиметров в год.
| Средний расход воды (м³/с) реки Янцзы по месяцам с 1923 по 1986 гг. (замеры производились на гидрологическом посту на контрольно-измерительной станции Датун) |

Максимальный расход воды, зафиксированный в городе Датун в течение этого длительного периода наблюдения, составил 84 200 м³/с, в то время как минимальный расход воды составил 1110 м³/с.

## Исторические сведения
На берегах низовий Янцзы появилась цивилизация южного Китая. В районе Трёх ущелий были найдены свидетельства человеческой деятельности 27 тыс. лет назад. В Период Весны и Осени в западной части Янцзы располагалось царство Шу, царство Чу занимало центральную часть реки, а царства У и Юэ находились в нижнем течении реки. Хоть район реки Хуанхэ был в то время более богатым и развитым, мягкий климат Янцзы благоприятствовал земледелию.
Начиная с династии Хань экономическое значение региона реки Янцзы стало возрастать. Создание ирригационных систем к северо-западу от Чэнду (в том числе знаменитой системы Дуцзянъянь) в этот период повысило эффективность земледелия.
В I веке нашей эры в долину между Янцзы и Хуайхэ императором У-ди были выселены аувьетские племена.
Исторически Янцзы несколько раз являлась границей между северным и южным Китаем из-за сложности её преодоления. Вдоль реки произошло множество сражений, включая известную Битву при Красных Утёсах в 208 году н. э. в Эпоху Троецарствия.
16 октября 1926 года на реке Янцзы, неподалёку от Клукианга, взорвалось китайское транспортное судно; жертвами трагедии стали более 1200 человек.

## Плотины

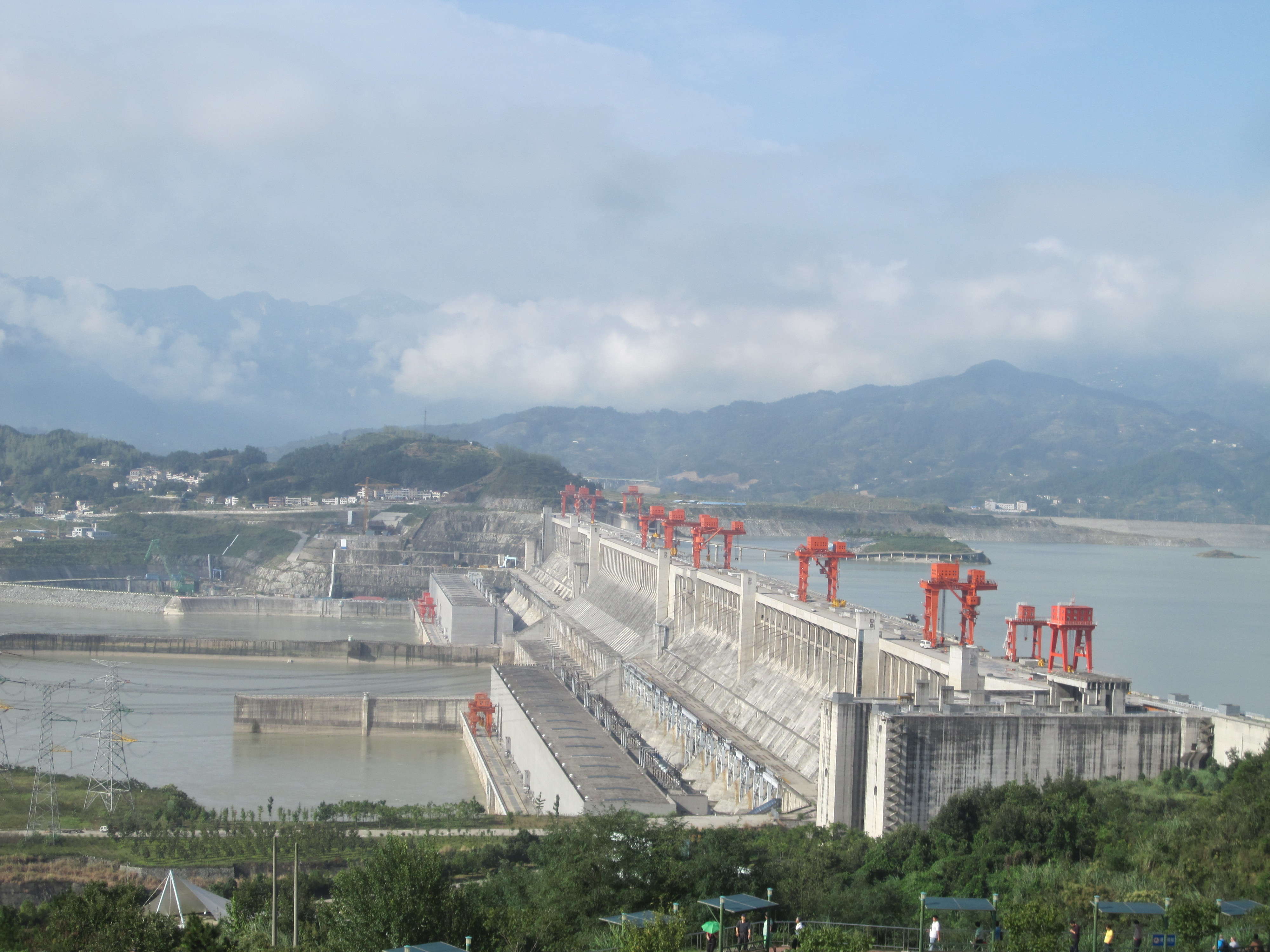
Плотина ГЭС «Три ущелья»

По состоянию на 2013 год на реке Янцзы расположены две плотины: «Три ущелья» (Санься) и «Гэчжоуба». Третья плотина «Силоду» в настоящее время строится. Ещё три плотины находятся в стадии проектирования.

## Притоки
Список основных притоков бассейна Янцзы:

## Крупные города, расположенные на Янцзы
- Паньчжихуа
- Ибинь
- Лучжоу
- Чунцин
- Ичан
- Цзинчжоу
- Шаши
- Шишоу
- Юэян
- Сяньнин
- Ухань
- Эчжоу
- Хуанши
- Хуанган
- Чаоху
- Чичжоу
- Цзюцзян
- Аньцин
- Тунлин
- Уху
- Хэфэй
- Чучжоу
- Мааньшань
- Тайчжоу
- Янчжоу
- Чжэньцзян
- Нанкин
- Наньтун
- Шанхай

## Мосты и тоннели

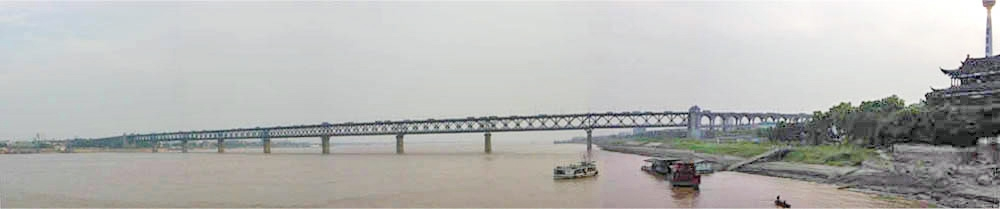
Первый мост в Ухане, вид вниз по течению.

Вплоть до 1957 года на всем протяжении реки от Ибиня до Шанхая не было никаких мостов. В течение нескольких тысячелетий единственным способом переправы через Янцзы оставалось паромное сообщение. В ряде случаев подобное путешествие могло быть довольно опасным; об этом, в частности, свидетельствует катастрофа парома «Чжунаньлунь» 15 октября 1945 года, в которой погибло более 800 человек.
Таким образом, в течение длительного периода времени река являлась серьёзным географическим барьером, разделявшим северный и южный Китай. В первой половине XX века пассажиры, следовавшие железнодорожным сообщением из Пекина в Гуанчжоу или Шанхай, были вынуждены сходить с поезда, пересекать Янцзы на пароме и затем садиться на другие поезда, следовавшие до точки их назначения.

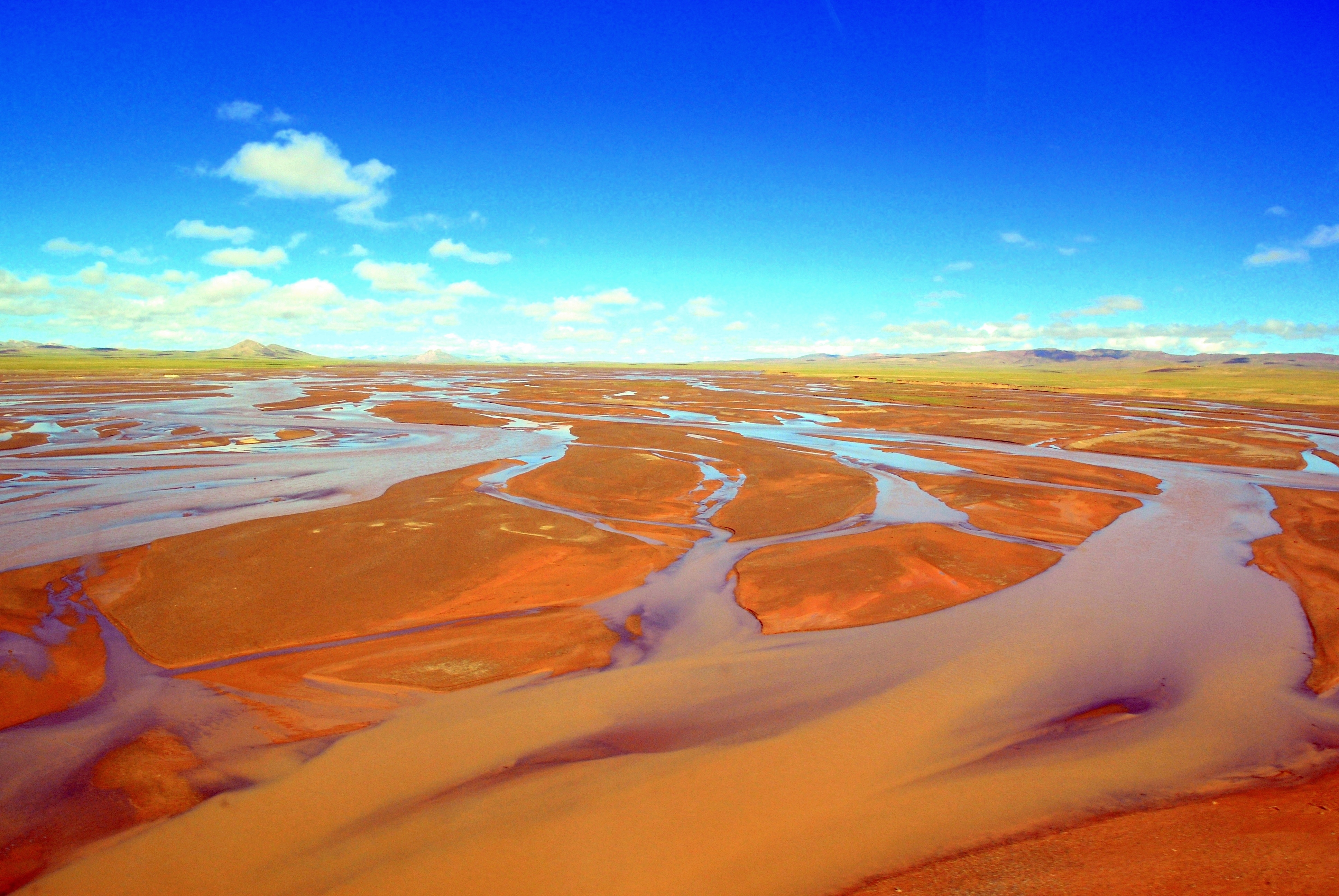
Янцзы в районе «первого моста» на Цинхай-Тибетской железнодорожной магистрали в Тибете.

После того, как в 1949 году сформировалась Китайская Народная Республика, советские инженеры оказали помощь в проектировании и строительстве совмещенного мостового перехода в городе Ухань с раздельным железнодорожным и автомобильным движением, который возводился в период с 1955 по 1957 годы. Это сооружение стало первым мостом через Янцзы. Второй мост через реку, железнодорожный, был возведен выше по течению, в Чунцине, в 1959 году. Что касается нижнего течения, то ещё один совмещенный мост появился впоследствии в Нанкине; его строительство было завершено в 1968 году, уже без постороннего содействия — в силу произошедшего раскола между Советским Союзом и Китаем. Кроме того, железнодорожно-автомобильные мосты соединили берега реки в Чжичэне и Чунцине (1971 и 1980 года соответственно).
Процесс строительства новых мостов замедлился в 1980-е годы и возобновился лишь десятилетие спустя. До начала XXI века были возведены мост в Цзюцзяне (1992), а также второй мостовой переход в Ухане. К 2005 году Янцзы пересекало в общей сложности 56 мостов и один тоннель, к 2015 году число мостов возросло до 81, а тоннелей — до 5. Через реку переброшены многие из самых длинных подвесных и вантовых мостов в мире: Цзянъинь (1385 метров, открыт в 1999 году), Жуньян (1490 метров, открыт в 2005 году), Янло (1280 метров, открыт в 2007 году), Сутун (1088 метров, открыт в 2008 году), Инъучжоу (3420 метров, открыт в 2014 году). Активное строительство продолжается и в последние годы: в одном лишь городе Ухань берега реки связаны сейчас восемью мостами и двумя тоннелями метро.

## Экспедиции
- Попытки прохождения Янцзы от истока начались в 1985 году соло-экспедицией китайского каякера Яо Маошу. Яо предположительно погиб в первом сложном пороге Янцзы в районе города Юшу, его тело найти не удалось[24].
- В 1986 году состоялась масштабная экспедиция американца Кена Уоррена при символическом участии китайских спортсменов. Кен Уоррен также стартовал с истока реки на Северном Тибетском плато. Экспедиция осложнилась гибелью одного из ключевых участников от высотной болезни в начале пути, а также внутренними напряжениями в команде[25]. Однако команде удалось пройти 1500 миль по Янцзы, в том числе знаменитое Ущелье Прыгающего Тигра. По результатам экспедиции была написана книга «Riding the Dragon’s Back — The Race to Raft the Upper Yangtze».
- В 1986 году была завершена основная часть первопрохождений Янцзы. Экспедиции по прохождению как отдельных участков реки, так и её крупных притоков продолжаются до сих пор. Наиболее полную информацию по этому вопросу можно найти на сайте, регистрирующем первопрохождения рек в китайском Тибете[26].

## Заплывы
- Председатель Мао Цзэдун неоднократно совершал заплывы в Янцзы. По сообщениям официальных СМИ, 16 июля 1966 года он проплыл 15 км (30 ли) за 65 минут, что и послужило сигналом к началу Культурной революции в Китае[27].
- В 2004 году Мартин Стрел из Словении проплыл по реке 4003 км от Ущелья Прыгающего Тигра до Шанхая[28].